# 1046 Edwin
1046 Edwin је астероид главног астероидног појаса чија средња удаљеност од Сунца износи 2,981 астрономских јединица (АЈ).
Апсолутна магнитуда астероида је 10,2 а геометријски албедо 0,334.